# Ботом
Ботом (енгл. The Bottom, хол. Botte) је административно средиште острва Саба, које је у саставу Карипске Холандије у Карипском мору. Основали су га холандски колонисти 1632. године и назвали га „Botte“ („посуда“). Убрзо су на острву преовладали енглески и шкотски гусари, па под њихов утицајем град добија име „The Bottom“. У Ботому се налазе три англиканске цркве и универзитет. Становништво је малобројно, свега 462 особе. Сваког лета одржава се традиционлани карневал.